# Apostolische zegen

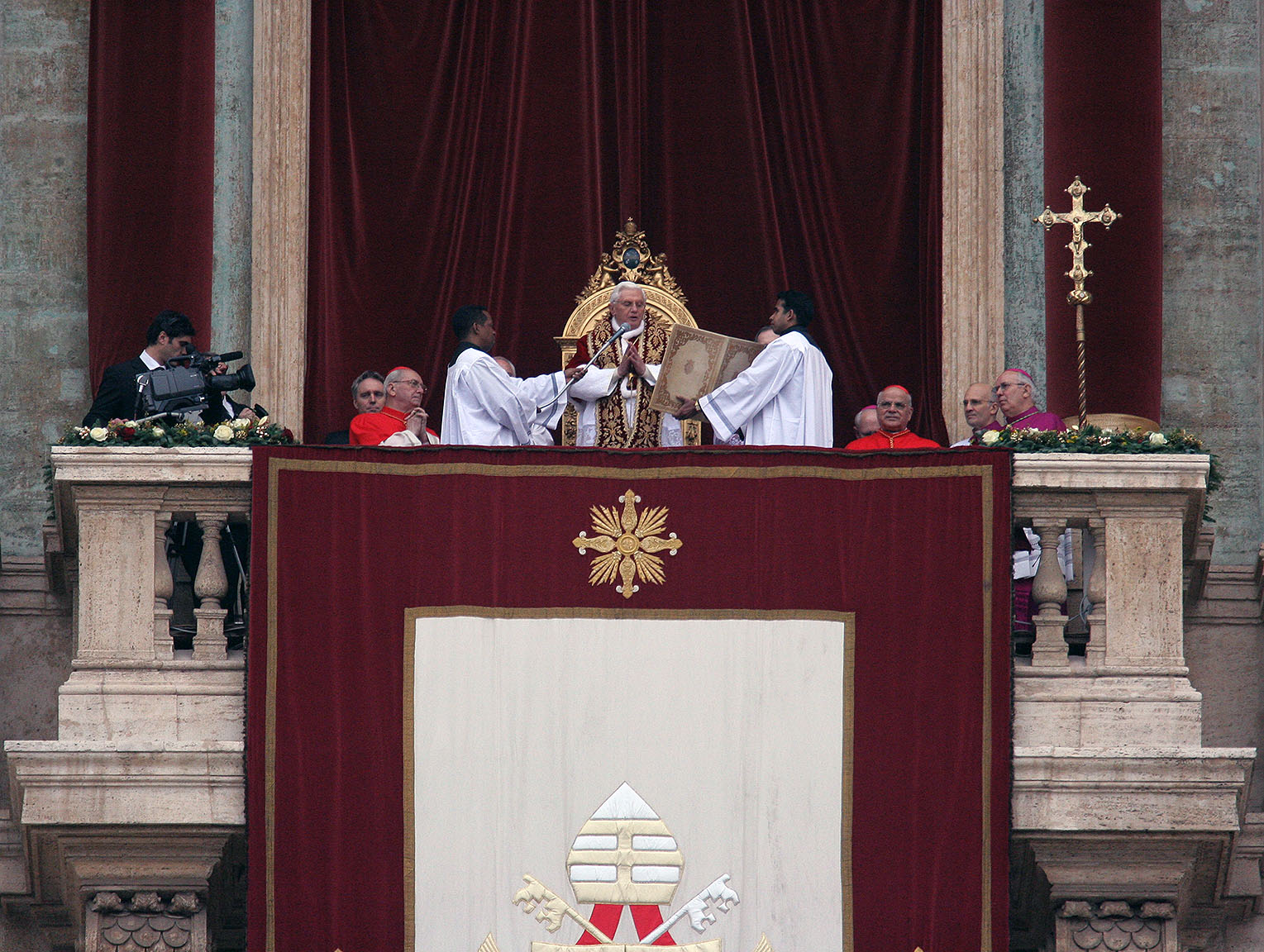
Paus Benedictus XVI tijdens de zegen Urbi et Orbi, Kerstmis 2008.

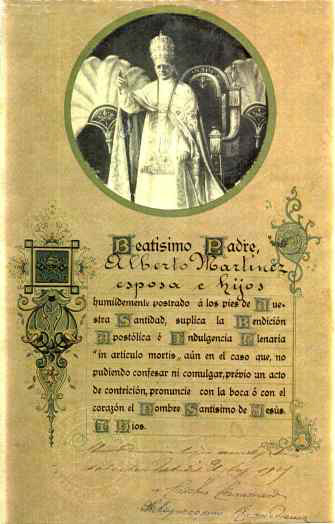
Oorkonde met de pauselijke zegen van paus Pius X voor Martinez Blanchard, 1910

De apostolische zegen of pauselijke zegen (Latijn: benedictio apostolica of benedictio papalis) is een zegen die binnen de Rooms-Katholieke Kerk door de paus, of namens hem door een bisschop verleend wordt. De term apostolisch verwijst naar de apostolische successie.
De apostolische of pauselijke zegen moet niet verward worden met de pontificale of bisschoppelijke zegen, die elke bisschop krachtens eigen bevoegdheid aan het eind van de eucharistieviering verleent. Zowel de pauselijke als de bisschoppelijke zegen behoren tot de sacramentalia.

## Vorm van de zegen
Een bijzonder plechtige vorm van de apostolische zegen geeft de paus tijdens het Urbi et orbi met Pasen en Kerstmis. In deze vorm wordt de zegen ook verleend tijdens een Heilig Jaar en direct na het aantreden van een nieuwe paus, echter gaf Paus Paulus VI na zijn verkiezing toen hij voor het eerst op het balkon verscheen niet het Urbi et Orbi maar slechts de bisschoppelijke zegen.
Daarnaast kan de pauselijke zegen in de vorm van een brief of een versierde oorkonde op perkament gegeven worden. In de laatste vorm kunnen katholieke gelovigen deze zegen bij het Bureau voor Pauselijke Liefdadigheid aanvragen ter gelegenheid van bijvoorbeeld doop, eerste communie, vormsel, huwelijk of een (huwelijks)jubileum.
Binnen zijn eigen bisdom mag een bisschop de pauselijke zegen driemaal per jaar tijdens een hoogfeest verlenen, maar het Vaticaan kan hier ook bij bijzondere gelegenheid, zoals de inwijding van een nieuwe kerk, toestemming voor geven.
Ten slotte kan de pauselijke zegen ook door een gewone priester verleend worden wanneer een gelovige in levensgevaar verkeert. Bij afwezigheid van een priester verleent de Kerk de aan deze zegen verbonden volle aflaat automatisch.

## Werking van de zegen
Met een pauselijke of apostolische zegen verkrijgt de ontvanger een volle of volledige aflaat, dat wil zeggen een gehele kwijtschelding van tijdelijke straffen die de gelovige verschuldigd is voor de zonden die hij of zij begaan mocht hebben. Om deze kwijtschelding te genieten moet nog wel aan enkele andere voorwaarden voldaan zijn, met name een biecht, een Heilige Communie en een gebed tot intentie van de paus.